# Niofoin
Niofoin este o comună din departamentul Korhogo, regiunea Poro, Coasta de Fildeș.